# ウェールズラグビー協会
ウェールズラグビー協会（WRU 、英語：Welsh Rugby Union、ウェールズ語：Undeb Rygbi Cymru）は、ウェールズにおけるラグビーユニオンの統括団体であり、ワールドラグビーに加盟する国単位の協会である。

## 歴史
1875年9月、イングランド西部および近隣地域の主要クラブとの対戦を目的として、サウスウェールズフットボール連合（South Wales Football Union）が創設された。

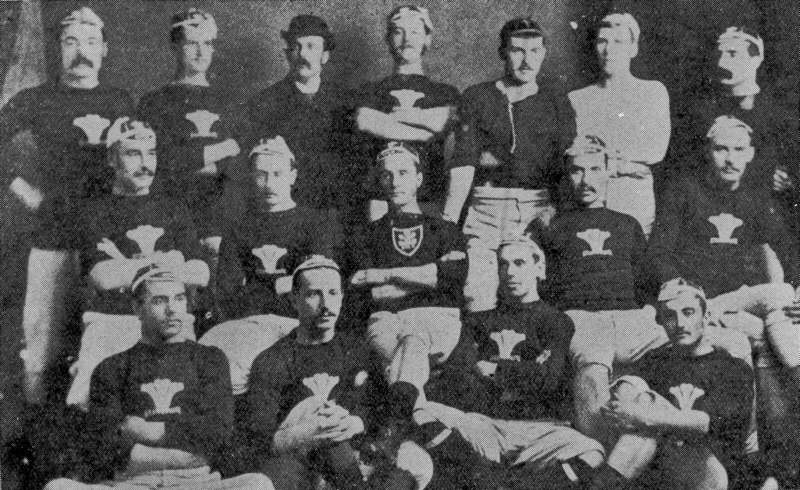
イングランドとの試合前の初代ウェールズ代表（1881年）

1881年3月12日、11のクラブ（Swansea, Lampeter, Llandeilo, Cardiff, Newport, Llanelli, Merthyr, Llandovery, Brecon, Pontypool, Bangor）が集まり、ウェールズラグビーフットボール協会（WRFU、Wales Rugby Football Union）が結成された。
1893年、ウェールズ代表は、トリプルクラウン（ホーム・ネーションズ・チャンピオンシップにおいて、イングランド、アイルランド、スコットランドに勝利し優勝）を初めて達成。以後、ウェールズの黄金時代となり、1907年3月から1910年1月までウェールズ代表は11連勝した。1911年にはフランスを加えた5か国のファイブ・ネイションズ・チャンピオンシップ第1回でグランドスラム（全勝優勝）を達成した。
1934年、正式名称が現在のウェールズラグビー協会（WRU、Wales Rugby Union）となる。
1950年と1952年に、ウェールズ代表はグランドスラムを達成。
1971年から、第2黄金時代を迎えた。1971年・1976年・1978年のグランドスラムを達成し、1971年・1976年・1977年・1978年・1979年はトリプルクラウンを達成した（詳細は「トリプルクラウン」参照）。
1980-81シーズンに、ウェールズラグビー協会100周年が祝われた。
1995年、ラグビーのオープン化（プロ化）が宣言された。
1999年6月、ラグビーワールドカップ1999の開催に向けて、カーディフ・アームズ・パーク内にあったウェールズ国立競技場にかわり、ミレニアム・スタジアムが新たに建設された。
2001年3月17日、ウェールズ代表のフライハーフやフルバックを務めたニール・ジェンキンス（Neil Jenkins）が、テストマッチにおいて、ラグビーユニオンで初めて通算1,000得点を獲得した。最終的に、ジェンキンスは1991年から2002年までで、87キャップ、1049得点を記録した。
2024年のウェールズ代表は、テストマッチ連敗記録を12に伸ばし、1暦年で1勝も挙げられない年となった。これは、1937年以来87年ぶりの不振である（「2024年末のラグビーユニオン国際試合#オータム・ネーションズ・シリーズ」を参照）。
2025年2月8日、2025年シックス・ネイションズ第2節で、ウェールズ代表はテストマッチ14連敗を記録。これによりワールドラグビーランキングは、史上最低の12位に転落した。2月11日に協会は、ウォーレン・ガットランドHCが双方合意により退任することを発表した。

## ウェールズ協会に関する議論

### ロゴ
ウェールズラグビー協会の現在のロゴは、「プリンス・オブ・ウェールズの羽根」をモチーフにしている。
羽根は「イングランドの王冠」と関連づけられるため、ウェールズラグビー協会には「ウェールズにもっとふさわしい」ロゴを使うよう求める声が何度も上がっている。
ウェールズの独立を目指す無党派の運動組織YesCymruは、3本の羽根の代わりに、ネギ、水仙、ハープを使った模造のウェールズラグビー協会ロゴを作成し提案した。また、赤い竜 (ウェールズの伝承)を使うことも提案されている。

### プリンス・ウィリアム・カップ
2007年に創設された、ウェールズと南アフリカ共和国との二国間トロフィーであるプリンス・ウィリアム・カップ（Prince William Cup）は、協会の副王室後援者でプリンス・オブ・ウェールズであるウィリアム王子にちなむ。
賞の命名に関しては、ウェールズで論争を巻き起こし、同年10月31日に亡くなったウェールズ代表選手レイ・グラヴェル（Ray Gravell）にちなんだ名称にするよう、当時、請願書には1,000以上の署名が集まった。